# Карельский окатыш
Акционерное общество «Каре́льский ока́тыш» — российский производитель железорудного сырья, входит в «Северсталь». Горно-обогатительный комбинат находится в окрестностях города Костомукша, Республика Карелия.

## История
В 1967 году Правительством СССР принято решение о начале проектирования горно-обогатительного комбината для разработки Костомукшского железорудного месторождения. В 1973 году подписано советско-финляндское соглашение о совместном строительстве комбината. 26 августа 1978 года начались вскрышные работы в карьере Костомукшского ГОКа.
14 сентября 1978 года Председатель Совета Министров СССР А. Косыгин и президент Финляндии У. Кекконен заложили первый камень в фундаменте первого корпуса комбината. 27 мая 1982 года была введена первая очередь комбината и получена первая пробная партия концентрата. 2 июля 1982 года Новолипецкому металлургическому комбинату отправлен первый эшелон с пробной партией 2800 тонн железорудного концентрата. 3 сентября 1983 года начались поставки окатышей в Финляндию.
15 марта 1993 года Костомукшский горно-обогатительный комбинат прошёл процесс приватизации, и получил наименование «Открытое акционерное общество „Карельский окатыш“».
С 1999 года входит в горнодобывающий (сырьевой) дивизион горно-металлургической компании «Северсталь». Предприятие занимает первое место в России по объёму производства железорудных окатышей — производит третью часть всех российских окатышей.
В разные годы комбинатом руководили И. А. Гетало, Н. П. Ершов, А. И. Поляков, Н. Л. Вяткин, А. М. Капурин, О. Ю. Михайлов, В. И. Гриненко, В. В. Васин, М. А. Воробьёв.
26 июня 2025 года коллектив акционерного общества «Карельский окатыш» награждён медалью «За заслуги перед Республикой Карелия».

## Продукция и технологии
Основная продукция — железорудные офлюсованные и неофлюсованные окатыши для металлургической промышленности. Предприятие включает карьер проектной мощностью 24 млн тонн сырой руды в год, обогатительную фабрику, фабрику окомкования и обжига. На 2015 год производственная мощность 10,6 млн тонн окатышей в год.
Предприятие ведёт разработку пяти карьеров: Центрального, Западного, Южного, Северного-2 (с 2004 года) и с марта 2016 — Северного-3.
В 2001 году комбинат выпустил 6,6 млн тонн окатышей, в 2004 году — 7,5 млн тонн, в 2010 году — 9,8 млн тонн, в 2019 году — 11,3 млн тонн. Добыча руды примерно в 3,3 раза превышает (по массе) производство окатышей.